# Peter Deicke

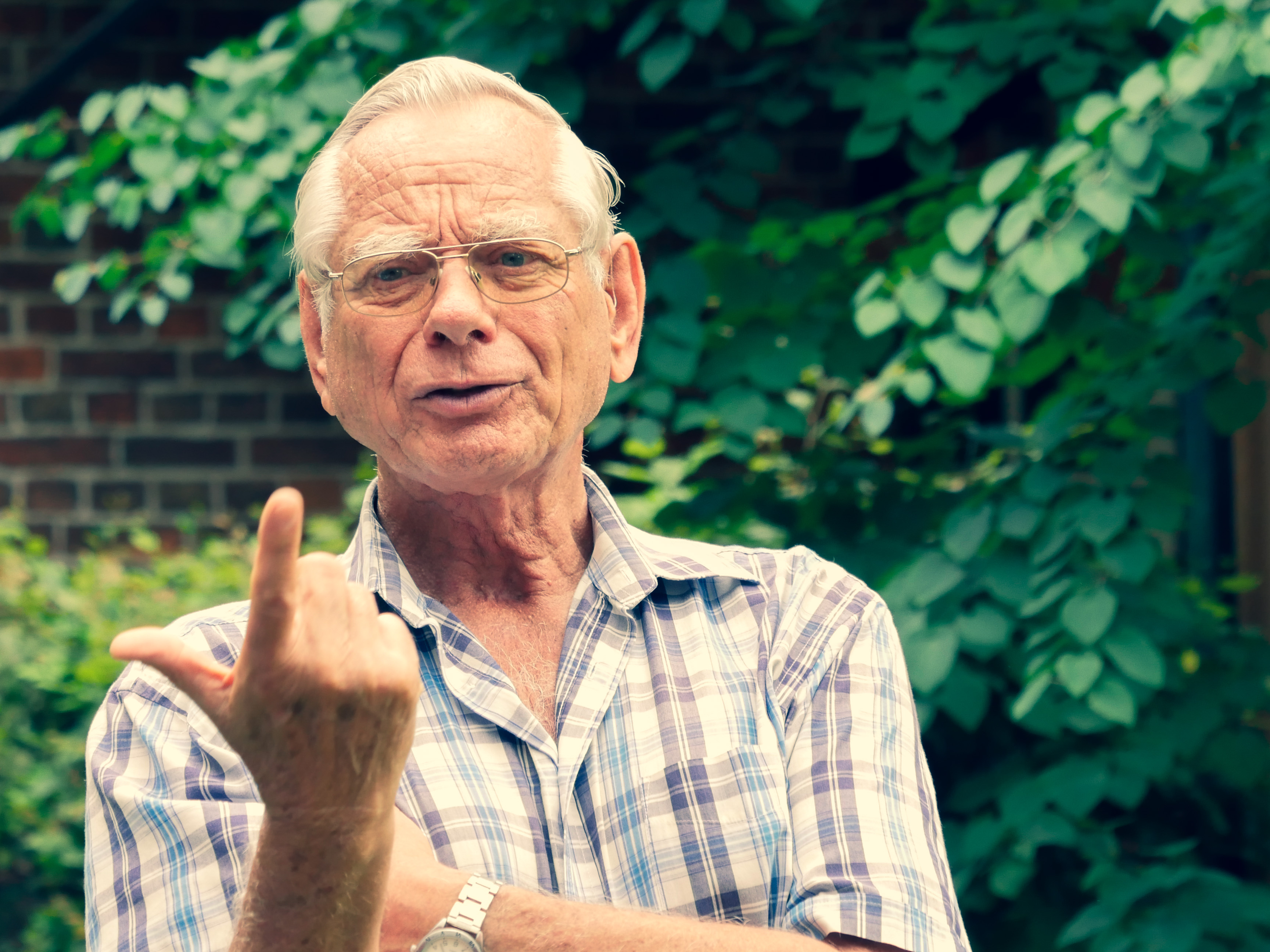
Peter Deicke (2017)

Peter Deicke (* 8. November 1930 in Magdeburg) ist ein deutscher Unternehmer, Autor und Reitlehrer. Er lebt seit 1940 in Hildesheim. Deicke studierte Psychobiologie und ist Betreiber des Familienparks Sottrum.

## Leben
Während des Zweiten Weltkriegs machte er seine Reiterliche Grundausbildung durch Offiziere der Reiter-Kavallerie. Mit 14 Jahren legte er die Reit- und Fahrscheinprüfung für Kutschen ab. Ab 1949 trainierte er als Reiter, Rennpferde auf der Hannoveraner Pferderennbahn Auf der Bult. Zeitgleich ließ er sich zum Tanzlehrer ausbilden. Ab 1951 unterrichtete er als selbständiger Tanzlehrer und gründete seine eigene Tanzschule. 1966 schaffte er sich sein erstes Pferd an. 1986 übernahm er neben seiner Arbeit als Tanzlehrer, den in Sottrum in Konkurs geratenen Eulenspiegelpark und baute ihn zum Familienpark Sottrum aus. Neben der Tätigkeit als Unternehmer gibt Deicke seit 2008 als Motivationstrainer Zirkuslektionen mit Pferden.
Deicke ist seit 2018 Arktisbotschafter bei Greenpeace.

## Ausbildung zum Pferdetrainer
Deickes Reitlehrer sind Claus Penquitt, der Westernreiter Jean-Claude Dysli und Rolf Becher, bei dem Deicke das Chiron-Springen lernte. Sowie bei Horst Becker das Dressurreiten. Er arbeitete mit Richard Hinrichs und Philippe Karl und mit dem spanischen Rittmeister Raphael Duardo für Lektionen in Working-Equitation zusammen. Zirkuslektionen mit Pferden trainierte Deicke bei Alfred Schauberger, Peter Pfister und Alfonso Aguilar.

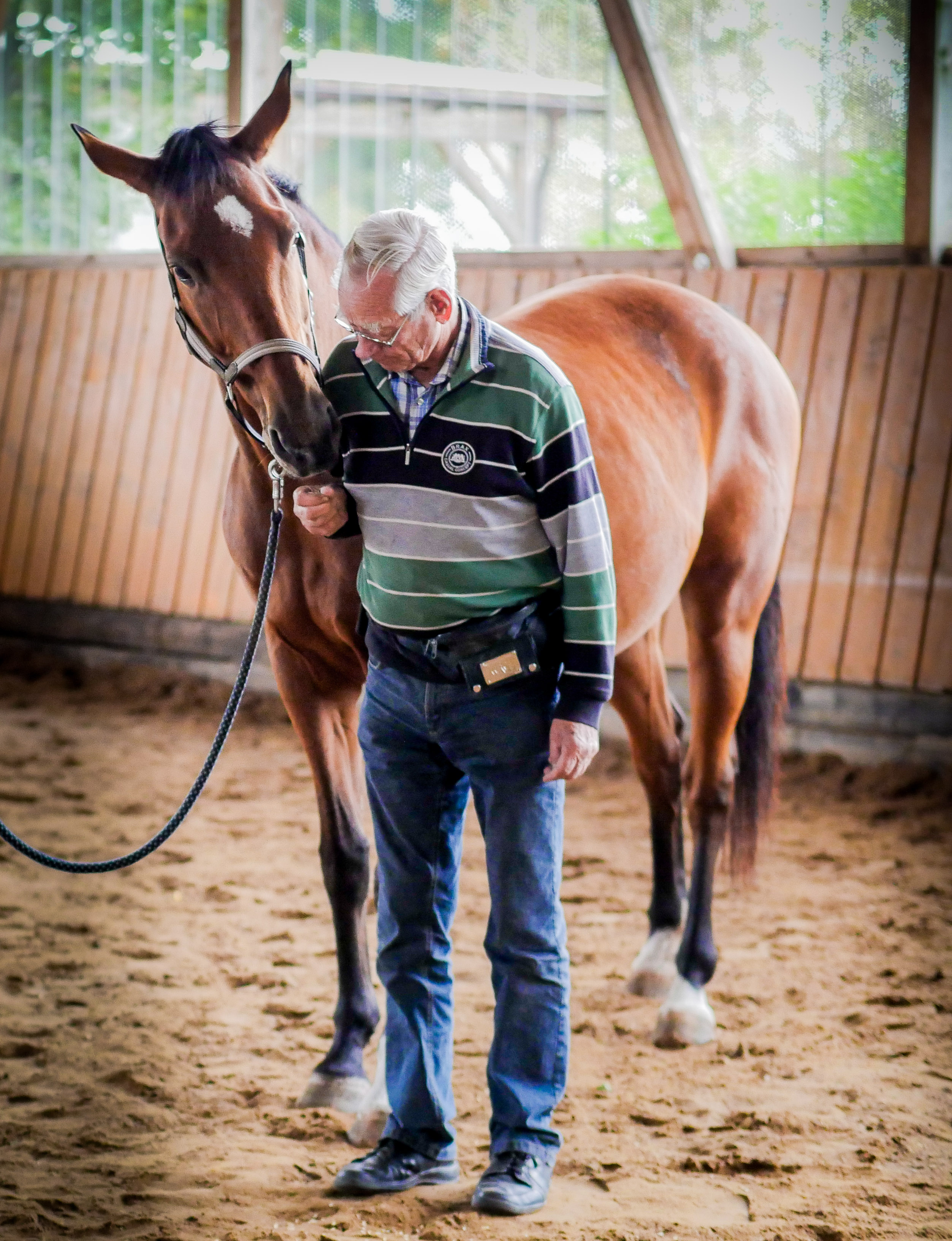
Peter Deicke, bei seinem Motivationstraining mit Pferden.

## Zirkuslektionen mit Pferden
In seinen Kursen als Motivationstrainer und Horsemanship für Pferde geht es um Lektionen zur besseren Kommunikation von Pferd und Mensch. Peter Deicke: "Nicht die Lautstärke des Kommandos ist ausschlaggebend, sondern die Ausdrucksweise”.
Zur Einstiegsübung seiner Zirkuslektionen mit Pferden gehören gehorsames Stehen, ohne Strick Führen, das Pferd auf Kommando rückwärts richten und das Fortschicken der Pferde zu einer anderen Person. Zu den fortgeschrittenen Lektionen gehören das Kompliment, die Pferde an einer brennenden Fackel vorbeiführen, auf ein Podest schicken sowie das Hinlegen der Pferde durch ein Kommando.